# Fundamentalismo cristiano y teorías de la conspiración
El Fundamentalismo cristiano y teorías de la conspiración es un movimiento en el fundamentalismo cristiano.

## Historia
En 1991, en el libro The New World Order, Pat Robertson afirmó que ha existido una conspiración en el mundo liderada por la francmasonería y los Iluminados de Baviera, en colaboración con banqueros judíos.
Uno de los temas recurrentes de los teóricos de la conspiración fundamentalistas cristianos es la acusación de los homosexuales de tener una agenda gay y de ser responsables de los problemas sociales. 
El movimiento conspirativo QAnon que surgió en 2017 se ha vinculado al fundamentalismo cristiano.
La adhesión a las teorías de la conspiración es particularmente alta en las iglesias fundamentalistas donde los pastores enseñan estas teorías.  Sin embargo, este movimiento también puede encontrar audiencia entre cristianos de diferentes iglesias evangélicas, a veces en oposición a sus pastores que rechazan oficialmente estas teorías. El pastor estadounidense Jon Thorngate explica este fenómeno por la desconfianza en el conocimiento, que anima a muchos ciudadanos a desafiar a las autoridades establecidas, ya sean iglesias o los principales medios de comunicación. Según una encuesta de BGC de 2018, el 46% de los evangélicos creía que los principales medios de comunicación difundían noticias falsas. Si las teorías de la conspiración tienen cierto éxito entre los cristianos evangélicos, se debe principalmente al envoltorio cristiano de los mensajes, es decir, versículos bíblicos. Sin embargo, al estudiar en profundidad estos mensajes, se trata de contenidos provenientes de diferentes movimientos religiosos, como la Santería.
Un estudio de 2022 demostró que existía una correlación positiva entre el fundamentalismo y las creencias de desinformación sobre la pandemia de COVID-19.